# Thomas H. Hicks
Thomas H. Hicks (Dorchester megye, 1798. szeptember 2. – Washington, 1865. február 14.) az Amerikai Egyesült Államok szenátora (Maryland, 1862–1865).